# Trubaduren (sång)
Trubaduren är en balladlåt skriven av Magnus Uggla och Anders Henriksson och framförd av Magnus Uggla på albumet Alla får påsar 1993.
Melodin testades på Svensktoppen, där den låg i sju omgångar under perioden 17 september – 29 oktober 1994, med tredjeplats som högsta placering där .
I texten befinner sig en manlig jag-person tillsammans med några andra på en strand i Tylösand på en fest och försöker få till en romans med en tjej. En trubadur med gitarr och munspel dyker då plötsligt upp och börjar sjunga och spela tills jag-personen går hem. Sångtexten nämner flera sånger, artister och grupper.
Textmässigt är det den sång Magnus Uggla är mest nöjd med. Nanana-kören skrevs så man skall kunna sjunga Simon & Garfunkels "The Boxer" samtidigt, en låt som varit populär bland gatumusikanter. Enligt Magnus Uggla själv kom idén till låten när Hans Gardemar – en keyboardist som han lärde känna i samband med Povel Ramel-revyn och som brukade ta med sig en melodica, bland annat på Magnus Ugglas födelsedag – dök upp med sin bror, som är violinist . Låten spelas ofta på Magnus Ugglas konserter och är en av de låtar som publiken älskar mest att sjunga med i som en gemensam allsång.
I Så mycket bättre sjöng Magnus Uggla Trubaduren tillsammans med Olle Ljungström.